# Mar del Plata Challenger 1993
Il Mar del Plata Challenger 1993 è stato un torneo di tennis facente parte della categoria ATP Challenger Series nell'ambito dell'ATP Challenger Series 1993. Il torneo si è giocato a Mar del Plata in Argentina dall'8 al 14 febbraio 1993 su campi in terra rossa.

## Vincitori

### Singolare
Alberto Berasategui ha battuto in finale  Martin Stringari con il punteggio di 6–2, 7–5

### Doppio
Jean-Philippe Fleurian /  Mark Koevermans hanno battuto in finale  Andrej Merinov /  Laurence Tieleman con il punteggio di 6–3, 6–3